# Кептін
Кептін (рос. Кептин) — село у Гірському улусі Республіки Сахи Російської Федерації.
Населення становить 659  осіб. Належить до муніципального утворення Малтанінський наслег.

## Історія
Згідно із законом від 30 листопада 2004 року органом місцевого самоврядування є Малтанінський наслег.

## Населення
| 2002 | 2010 |
| ---- | ---- |
| 685  | ↘659 |